# GNU 체스
GNU 체스(영어: GNU Chess)는 인간이나 다른 체스 컴퓨터 프로그램에 대항하여 체스 게임을 하는 자유-오픈 소프트웨어 체스 엔진이다. GNU 체스의 목표는 연구의 기초가 되는 것이다. 이것은 수많은 연구 맥락에서 사용되어왔다.
GNU 체스(GNU Chess)는 GNU GPL(GNU General Public License) 버전 3 또는 이후 버전의 조건에 따라 사용이 허가된 무료 소프트웨어이며 공동 및 공유 개발자가 이를 이어서 유지 관리하게 된다. 전체 소스 코드를 사용할 수 있는 가장 초기의 컴퓨터 체스 프로그램 중 하나인 이 프로그램은 유닉스(Unix) 기반 시스템에서 가장 오래된 프로그램 중 하나이며 이후 많은 다른 플랫폼으로 포팅되었다.

## 역사
GNU 체스(GNU Chess)의 첫 번째 버전은 스튜어트 크래크래프트(Stuart Cracraft)가 작성했다. GNU 프로젝트를 설립하기 전에 리차드 스톨먼(Richard Stallman)과 1984년에 공동으로 시작한 GNU 체스는 GNU의 첫 번째 부분 중 하나가 되었다.
GNU 체스(GNU Chess)는 그 이후로 향상되고 확장되었다. 2에서 4까지의 버전은 존 스텐벡(John Stanback)이 작성했다. GNU 체스(GNU Chess) 버전 5는 싱가포르의 Chua Kong-Sian이 작성한 코발트(Cobalt) 체스 엔진을 기반으로 한다.
2011년 GNU 체스(GNU Chess)는 파비앙 레투지(Fabien Letouzey)의 프리츠(Fruit) 2.1 체스 엔진을 기반으로 한 버전6로 전환되었다. CEGT(Chess Engines Grand Tournament) 버전 5.60에 따르면 이 코드베이스(code base)는 해당 체스 엔진의 최신 버전인 프리츠(Fruit) 2.3보다 강력하다.

## 릴리즈
GNU 체스의 배포판으로는 MS윈도우용과 리눅스를 포함하는 유닉스 계열 모두 릴리즈(release)하고 있다.

## 같이 보기
- 프리츠